# Bernard Werber
Bernard Werber (18 de septiembre de 1961, Toulouse) es un escritor francés conocido sobre todo por su trilogía de las Hormigas y sus numerosas novelas. En su obra se encuentran elementos de mitología, espiritualidad, filosofía, ciencia ficción, biología y futurología.

## Biografía
Nació en Toulouse (Alta Garona) el 18 de septiembre de 1961. Desde los 14 años ha escrito historietas para fanzine (cosa que le será útil en sus novelas, como en El imperio de los ángeles). Tras sus estudios de criminología, ejerció el periodismo científico por cerca de 10 años, especialmente en Eurêka, la revista de la Cité des sciences et de l’industrie. También fue colaborador habitual del Nouvel Observateur. De estos años le viene su gusto por la ciencia, la cual mezcla con sus temas favoritos, desde las hormigas a la muerte, pasando por los orígenes de la humanidad.
Las obras de Werber se han traducido a más de 30 idiomas. Con 15 millones de ejemplares vendidos en el mundo, se trata de uno de los autores franceses contemporáneos más vendidos del mundo. Asimismo, se le considera una estrella en Corea del Sur.
A raíz de su libro El árbol de los posibles, ha iniciado el proyecto l'Arbre des possibles que trata de imaginar las distintas posibilidades que deparará el futuro a la humanidad.